# Meridià 147 a l'est
El meridià 147 a l'est de Greenwich és una línia de longitud que s'estén des del pol Nord travessant l'oceà Àrtic, Àsia, l'oceà Índic, l'oceà Antàrtic, Austràlia i l'Antàrtida fins al pol Sud.
El meridià 147 a l'est forma un cercle màxim amb el meridià 33 a l'oest. Com tots els altres meridians, la seva longitud correspon a una semicircumferència terrestre, uns 20.003,932 km. Al nivell de l'Equador, és a una distància del meridià de Greenwich de 16.364 km.

## De Pol a Pol
Començant en el pol Nord i dirigint-se cap al pol Sud, aquest meridià travessa:
| Coordenades                               | País, territori o mar   | Notes |
| ----------------------------------------- | ----------------------- | --- |
| 90° 0′ N, 147° 0′ E / 90.000°N,147.000°E  | Oceà Àrtic              | |
| 76° 37′ N, 147° 0′ E / 76.617°N,147.000°E | Mar de Sibèria Oriental | |
| 75° 19′ N, 147° 0′ E / 75.317°N,147.000°E | Rússia                  | Sakhà — illa de Nova Sibèria |
| 75° 3′ N, 147° 0′ E / 75.050°N,147.000°E  | Mar de Sibèria Oriental | |
| 72° 14′ N, 147° 0′ E / 72.233°N,147.000°E | Rússia                  | Sakhà Óblast de Magadan — des de 64° 8′ N, 147° 0′ E / 64.133°N,147.000°E                                                                                                  |
| 59° 22′ N, 147° 0′ E / 59.367°N,147.000°E | Mar d'Okhotsk           | |
| 44° 35′ N, 147° 0′ E / 44.583°N,147.000°E | Illes Kurils            | illa d'Iturup, administrat per Rússia (óblast de Sakhalín), però reclamat per Japó (prefectura de Hokkaidō)                                                                |
| 44° 27′ N, 147° 0′ E / 44.450°N,147.000°E | Oceà Pacífic            | Passa a l'est de Shikotan, Illes Kurils (a 43° 50′ N, 146° 55′ E / 43.833°N,146.917°E) · Passa a l'oest de Satawal, Micronèsia (a 7° 21′ N, 147° 2′ E / 7.350°N,147.033°E) |
| 1° 58′ S, 147° 0′ E / 1.967°S,147.000°E   | Papua Nova Guinea       | Illa de Manus |
| 2° 12′ S, 147° 0′ E / 2.200°S,147.000°E   | Oceà Pacífic            | Mar de Bismarck |
| 5° 15′ S, 147° 0′ E / 5.250°S,147.000°E   | Papua Nova Guinea       | Long Island |
| 5° 22′ S, 147° 0′ E / 5.367°S,147.000°E   | Oceà Pacífic            | Mar de Bismarck |
| 5° 56′ S, 147° 0′ E / 5.933°S,147.000°E   | Papua Nova Guinea       | |
| 6° 44′ S, 147° 0′ E / 6.733°S,147.000°E   | Mar de Salomó           | Golf de Huon |
| 7° 0′ S, 147° 0′ E / 7.000°S,147.000°E    | Papua Nova Guinea       | |
| 9° 18′ S, 147° 0′ E / 9.300°S,147.000°E   | Mar del Corall          | |
| 19° 15′ S, 147° 0′ E / 19.250°S,147.000°E | Austràlia               | Queensland Nova Gal·les del Sud — des de 29° 0′ S, 147° 0′ E / 29.000°S,147.000°E Victòria — des de 36° 5′ S, 147° 0′ E / 36.083°S,147.000°E                               |
| 38° 32′ S, 147° 0′ E / 38.533°S,147.000°E | Estret de Bass          | Passa a l'est de l'illa de Hogan, Tasmània, Austràlia (a 39° 13′ S, 146° 59′ E / 39.217°S,146.983°E)                                                                       |
| 40° 59′ S, 147° 0′ E / 40.983°S,147.000°E | Austràlia               | Tasmània |
| 43° 26′ S, 147° 0′ E / 43.433°S,147.000°E | Oceà Índic              | Les autoritats australianes consideren això com a part de l'oceà Antàrtic[3][4]                                                                                            |
| 60° 0′ S, 147° 0′ E / 60.000°S,147.000°E  | Oceà Antàrtic           | |
| 67° 54′ S, 147° 0′ E / 67.900°S,147.000°E | Antàrtida               | Territori Antàrtic Australià, reclamat per Austràlia |